# Dom 29 rue André-Farinet w Charlieu
Dom 29 rue André-Farinet w Charlieu – dom wzniesiony w XIII wieku w Charlieu we Francji. Od 1889 roku posiada status monument historique, w kategorii classé MH (zabytek o znaczeniu krajowym).

## Lokalizacja
Dom jest zlokalizowany na terenie miejscowości Charlieu przy 29 rue Farinat, w departamencie Loara, w regionie Auvergne-Rhône-Alpes.

## Opis i historia
Dom został wzniesiony w XIII wieku, przebudowany w XV wieku.    

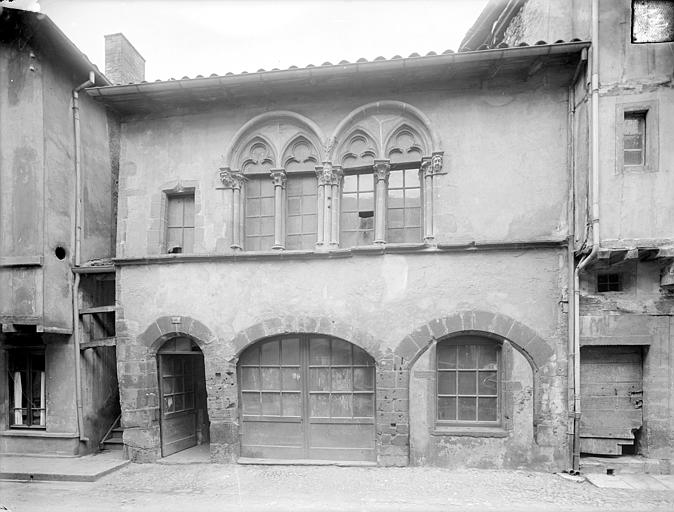
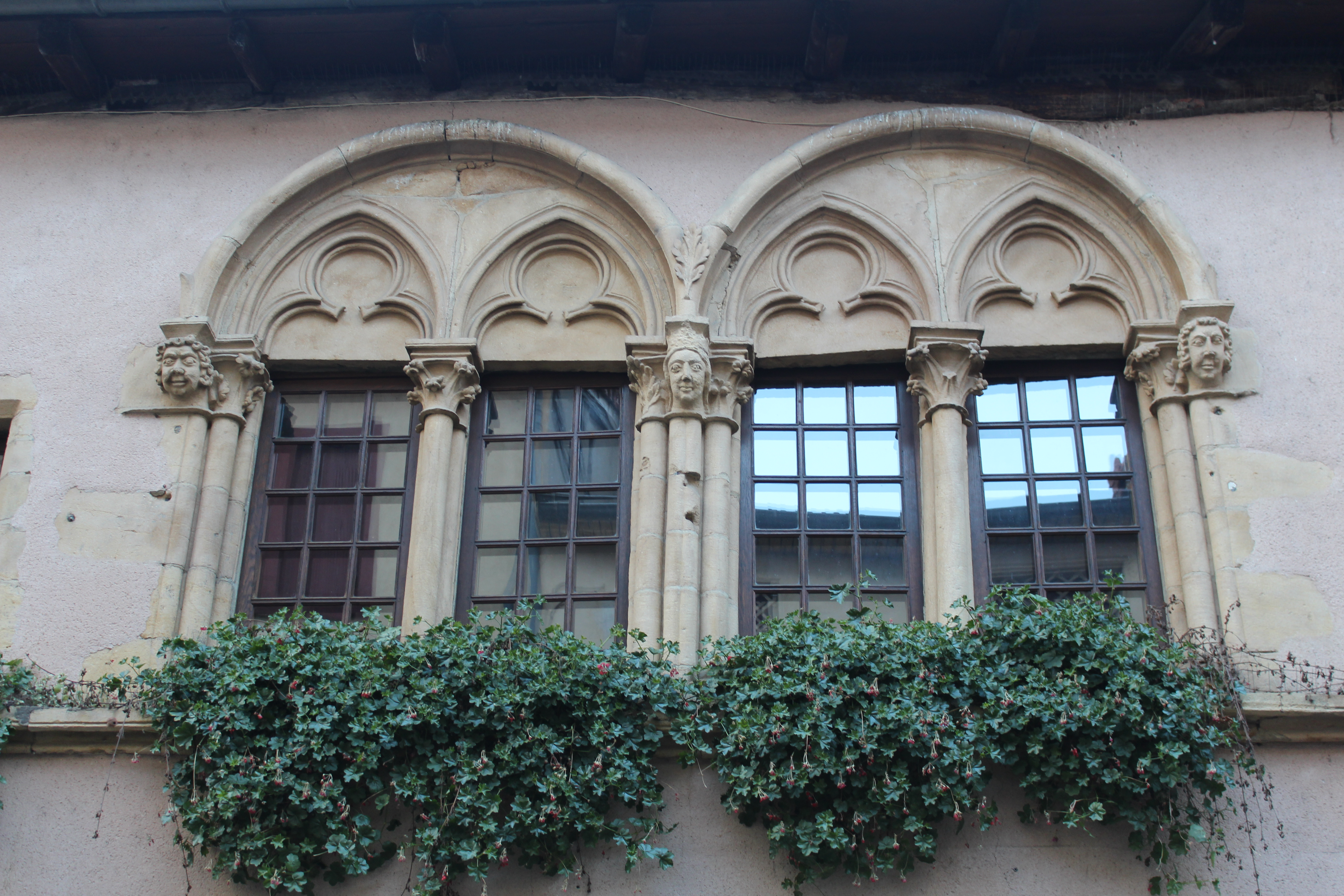
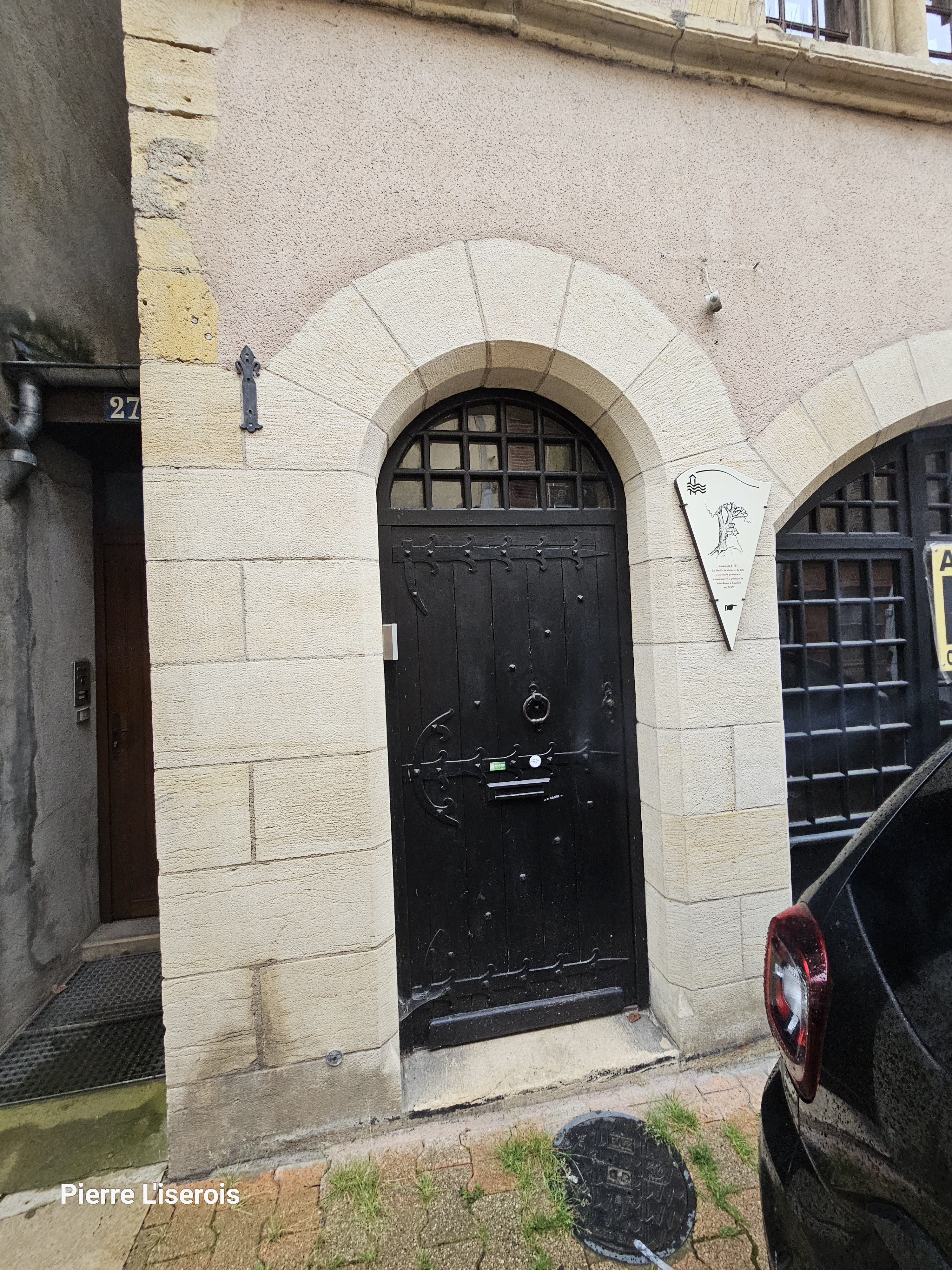